# Ferran Morell Brotad
El professor Ferran Morell Brotad (Palma) és un metge mallorquí. El 1968 es llicencià en medicina i el 1980 s'especialitzà en pneumologia; És Dr. en Medicina. És fundador i Cap del Servei de Pneumologia de l'Hospital de la Vall d'Hebron fins a 2014. Va ser impulsor, Organitzador i primer coordinador  del primer trasplantament de pulmó (1990) realitzat amb èxit de l'estat espanyol,, una tècnica aleshores novedosa per a pacients límit; el programa ha trasplantat JA a més de 1000 pacients, efectuant entre 70 I 80 empèlts per any.
Des de l'inici de la seva carrera professional com a metge hospitalari, a més de desenvolupar una intensa activitat assistencial, que en l'actualitat continua,  realitza també la seva carrera docent a l'Hospital Universitari de la Vall d’Hebron (pertanyent a la UAB), arribant a Catedràtic de Medicina (Pneumologia) i director del departament de medicina que agrupa els 5 hospitals de la UAB.
Quant a la seva faceta investigadora, ja des de l'inici de la seva carrera va mostrar gran interès a intentar una millora de la resolució dels problemes mèdics dels pacients mitjançant la recerca. HA publicat més de 300 articles originals de recerca en revistes científiques, més de 130 de les quals en revistes internacionals. Ha impartit 550 conferències invitades de les quals 45 les ha fet en centres estrangers. En l'actualitat segueix amb una elevada activitat investigadora que segueix publicant en revistes d'elevat Factor d'Impacte.

Ha estat president de la Societat Catalana de Pneumologia (1987-1991), de la Secció de Malalties Infeccioses i TBC de la Societat Espanyola de Patologia de l'Aparell Respiratori (SEPAR) el 1987-88 i 1988-89 i encara ho és de la Fundació Catalana de Pneumologia, des de l'any 2000. El 2003 va rebre el Premi Ramon Llull.
Àrees d'especialització: Fibrosis Pulmonar, Neumonitis per hipersensibiidad, Malalties Intersticiales (sarcoidosis, histiocitosis), Asma Bronquial i Pneumologia clínica en general.

## Obres
- X. Muñoz Gall i F. Morell Brotard Asma ocupacional. A: Neumología Clínica. 2010